# Fantehola

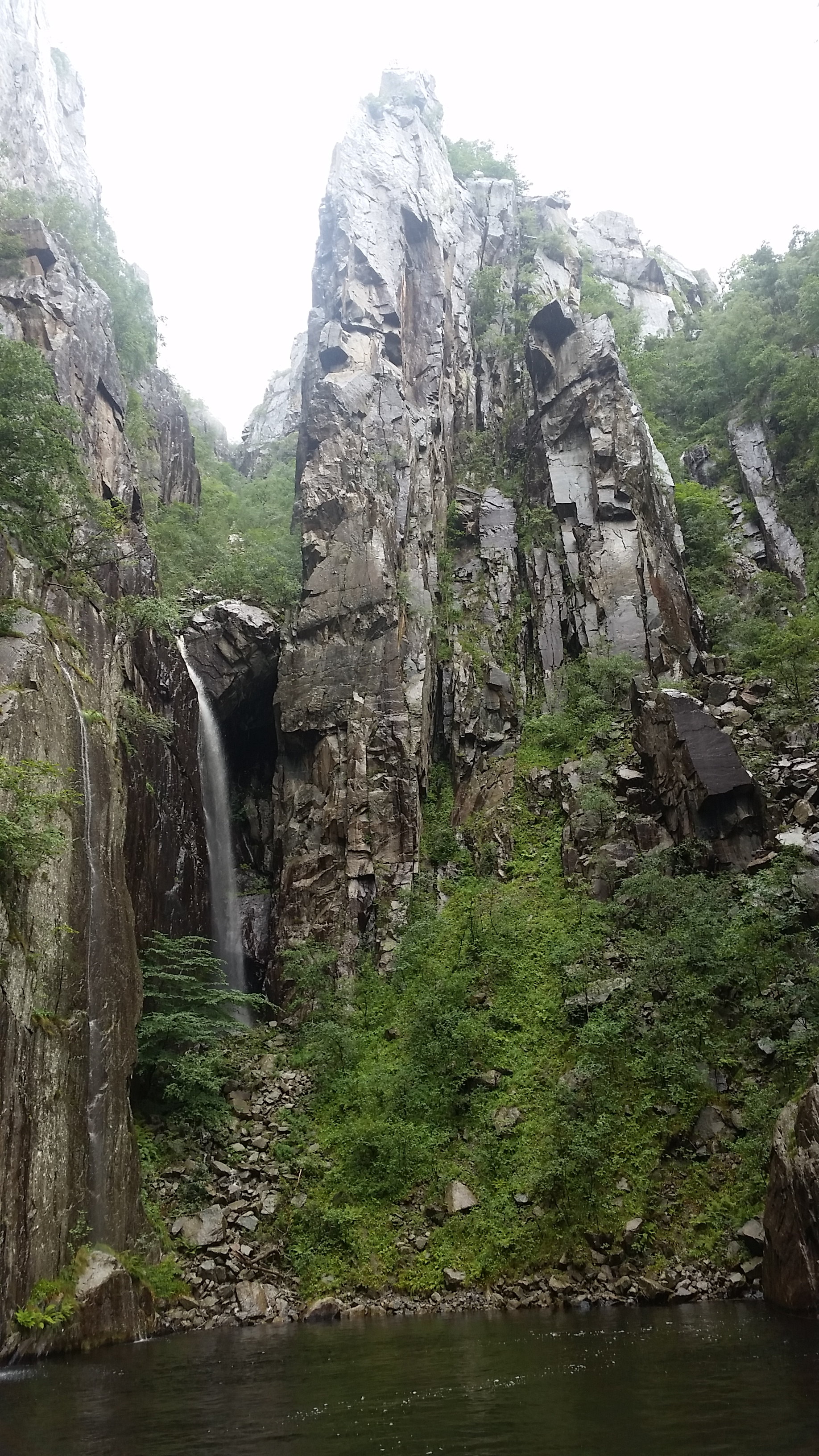
Eingang der Fantehola

Die Fantehola ist eine Höhle in Norwegen. Sie liegt am Lysefjord in der Provinz Rogaland. Der Eingang der Höhle, der geschützt in einer kleinen Bucht des Fjords liegt, ist ein beliebtes Touristenziel und wird von Ausflugsbooten angefahren. Es heißt, dass die Höhle von einer Gruppe von Landstreichern, die ihre Steuern nicht gezahlt hatten, als Versteck genutzt wurde und diese dann die Polizei mit Steinen bewarfen, als sie sie verfolgte, bis sie aufgab.